# Resgate dos irmãos Mucutuy
O resgate dos irmãos Mucutuy refere-se ao resgate dos irmãos Lesly Jacobombaire Mucutuy, 13, Soleiny Jacobombaire Mucutuy, 9, Tien Ranoque Mucutuy, 4, e Cristin Ranoque Mucutuy, 1, na floresta Amazônica da Colômbia em 09 de junho de 2023, data em que as crianças já estavam perdidas na selva há 40 dias, depois do avião onde viajavam cair e matar os três adultos a bordo. As buscas são da chamada Operação Esperança.
"A extraordinária história das crianças desaparecidas atraiu intenso interesse em toda a Colômbia e internacionalmente, enquanto uma operação de busca liderada por militares continua na floresta", escreveu a CNN em 03 de junho de 2023.
"É uma história quase inverosímil: os três adultos morreram no acidente, mas as quatro crianças sobreviveram sozinhas aos desafios da natureza em sua tenra idade", escreveu a VOA News em 10 de junho.

## Contexto
No dia 1º de maio, o avião monomotor Cessna 206, com sete pessoas a bordo, caiu na selva amazónica, no departamento de Caquetá, na Colômbia, matanto o piloto Hernando Murcia Morales, o líder indígena Yarupari Herman Mendoza Hernández e a indígena Magdalena Mucutuy Valencia, mãe das crianças. Magdalena viajava para encontrar o marido, Manuel Ranoque, liderança indígena da comunidade indígena Huitoto que havia fugido de Araraucara por causa de ameaças de grupos armados ilegais.
Buscas aéreas e aquáticas começaram imediatamente após a aeronave perder contato e no dia 06 o exército enviou uma equipe das forças especiais para fazer buscas em terra. No dia 15, membros das equipes de resgate encontram uma mamadeira e a casca de um maracujá que eles acreditavam que poderia ter sido consumido por humanos. Os destroços da aeronave foram encontrados no dia 16 de maio, mas os irmãos não estavam no local.

## Resgate
No dia 17 a Operação Esperança (Operación Esperanza) foi criada com foco na localização dos menores desaparecidos, mobilizando ao longo das semanas cerca de 350 pessoas, das quais cerca de 90 eram indígenas, principalmente da tribo Murui, cujos membros têm conhecimento em resgates na selva. Manuel Ranoque, pai das duas crianças menores, também participou dos esforços.
No mesmo dia o presidente Gustavo Petro chegou a anunciar que os irmãos haviam sido encontrados, mas ele se retratou depois.
1.250 quilômetros de selva entre Caquetá e Guaviare foram vasculhados com a ajuda de helicópteros, drones e tecnologica via satélite (GPS). Um alto-falante com uma gravação com a voz da avó das crianças, na língua de sua tribo, pedia que eles ficassem parados.
Diversas pistas foram encontradas com o passar do tempo - uma fralda, restos de frutas mordidas, uma mamadeira rosa e um abrigo improvisado feito com galhos, gravetos e folhas - mas o chefe da Operação chegou a dizer que os irmãos poderiam ter sido encontrados por membros das FARC.
No dia 31, após uma pegada de uma criança ser descoberta 3,2 quilômetros a noroeste do local onde caiu o avião, o cão da raça pastor-belga chamado Wilson foi solto na mata. A pista "reacendeu a esperança", escreveu a VOA.

As crianças foram encontradas na manhã de 09 de junho. Elas estavam abatidas, com com sinais de desidratação e picadas de insetos e receberam atendimento emergencial no local, sendo depois levadas para um hospital militar de Bogotá. Durante o tempo que passaram perdidas, alimentaram-se basicamente de um pacote de farinha de mandioca que a mãe havia levado na bagagem, de frutas silvestres e, posteriormente, de alimentos e soro (kits de sobrevivência) deixados na selva pelos resgatistas. A experiência da irmã mais velha com a vida na selva foi fundamental para a sobrevivências dos irmãos, disseram especialistas.
| “ | É uma selva totalmente virgem, está localizada a 180 quilômetros ao sul de San José del Guaviare. A cidade mais próxima chamava-se Puerto Cachiporro, mas é simplesmente uma aldeia com poucos habitantes. Às vezes, a luz do sol não atinge o solo e em algumas partes parece muito escuro. Além disso, chove, em alguns casos até 16 horas por dia, dificultando a audição e a visão. Há também animais perigosos, como onças e jaguatiricas, plantas venenosas e cobras venenosas. O que encontramos foi água abundante, água muito pura e alguns vegetais ou algumas frutas que poderiam ter fornecido nutrientes a eles. | ” |
|   | — Pedro Sánchez, Comandante de Operações Especiais das Forças Armadas Colombianas. |   |

O cachorro Wilson chegou a fazer contato com os irmãos, conforme revelado por Lesly, mas o animal não foi encontrado no dia do resgate. "Não vamos descansar até encontrá-lo", comunicou o exército em seu Twitter, ainda revelando no dia 14 que o cão havia sido visto, mas estava arisco, e que eles usariam carne e uma cadela para atraí-lo.

## Linha do tempo
- 01/05: dia do acidente
- 15/05: resgatistas encontram uma mamadeira e a casca de um maracujá que acreditavam poderia ter sido consumido por humanos
- 16/05: a aeronave é localizada
- 17/05: uma tesoura e fitas de cabelo são encontradas na mata
- 31/05: uma pegada humana é descoberta
- 09/06: as crianças são encontradas

## Reações
Após o resgate ser confirmado, Petro usou seu Twitter para escrever que era "uma alegria para todo o país! As 4 crianças que se perderam há 40 dias na selva colombiana apareceram vivas".
Também no Twitter as Fuerzas Militares de Colombia escreveram que "as união de esforços possibilitou essa alegria para a Colômbia. Glória aos soldados das Fuerzas Militares de Colombia, às comunidades e instituições indígenas que fizeram parte do Operación Esperanza", enquanto Organización Nacional Indígena de Colombia - ONIC expressou que "recebe com muita alegria a descoberta com vida das quatro crianças desaparecidas na selva de Caquetá".

## Leia também
- Queda do Cessna 206 na Amazónia colombiana em 2023